# Уфтюга (река, впадает в Кубенское озеро)
У́фтюга — река Вологодской области Российской Федерации, впадает в озеро Кубенское (бассейн Северной Двины). Протекает по территории Вожегодского, Харовского и Усть-Кубинского районов. Длина реки — 117 км, площадь бассейна — 1280 км². Уклон реки — 0,7 м/км. В нижнем течении судоходна.
Уфтюга начинается на севере области в Вожегодском районе к югу-западу от посёлка Вожега. Высота истока — 191 м над уровнем моря. Почти на всём протяжении течёт на юг, в верхнем течении по ненаселённой, лесной местности. Среднее течение реки довольно плотно заселено, по берегам большое количество деревень. В нижнем течении река входит в большую заболоченную низменность вокруг озера Кубенское, где образует большое количество заливов и стариц, течение ослабевает. Уфтюга впадает в Кубенское озеро в его северо-восточной части. Высота устья — 109 м над уровнем моря.

## Притоки (км от устья)
- 31 км: река Ухтомица (пр)
- 31 км: река Шовеньга (лв)
- 37 км: река Яхреньга (лв)
- 48 км: река Кубовка (лв)
- 74 км: река Содошка (лв)
- 97 км: река Сохта (лв)

## Данные водного реестра
По данным государственного водного реестра России относится к Двинско-Печорскому бассейновому округу, водохозяйственный участок реки — озеро Кубенское и реки Сухона от истока до Кубенского гидроузла, речной подбассейн реки — Сухона. Речной бассейн реки — Северная Двина.
Код объекта в государственном водном реестре — 03020100112103000005177.